# Maxillaria variabilis
Maxillaria variabilis, the Variable Maxillaria, là một loài lan ranging from México to Panama, và probably Guyana.

## Hình ảnh

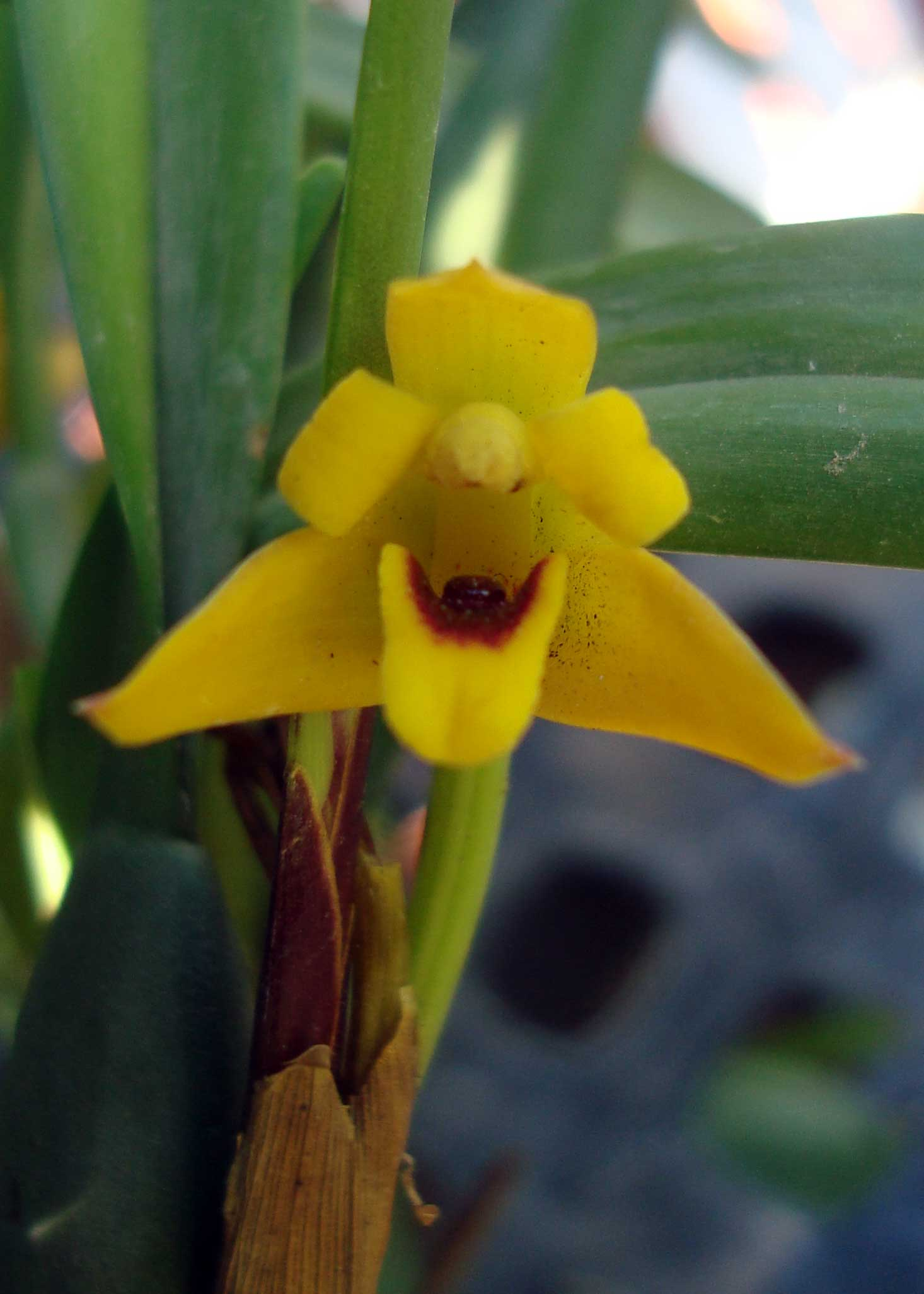